# Aston Mullins
Aston Mullins är en by (hamlet) i Dinton-with-Ford and Uptons civil parish i Buckinghamshire i sydöstra England. Byn ligger 3 km öster om Haddenham och 2,5 km söder om Dinton. 1,5 km sydväst om Aston Mullins ligger Aston Sandford.